# Diritti LGBT negli Stati Federati di Micronesia
Negli Stati Federati di Micronesia non vigono leggi che criminalizzano le persone LGBT; le leggi per la loro tutela non sono molto chiare e le coppie formate da persone dello stesso sesso non sono legalmente tutelate

## Leggi sull'attività sessuale tra persone dello stesso sesso
L'omosessualità, sia maschile che femminile, è legale all'interno del paese.

## Riconoscimento delle coppie dello stesso sesso
Non c'è riconoscimento del matrimonio egualitario, delle unioni civili o di qualsiasi altro riconoscimento legale per le coppie formate da persone dello stesso sesso.

## Servizio militare
Attualmente non esiste un esercito attivo per gli Stati Federati di Micronesia e, anche se dovesse sorgere tale necessità, gli Stati Uniti sono responsabili della loro difesa per mutuo consenso.

## Opinioni pubblica
Se ci si tiene per mano con qualcuno del proprio stesso sesso negli Stati Federati di Micronesia non si incorre nella disapprovazione dei locali ma, manifestazioni pubbliche di affetto romantico tra persone dello stesso sesso sono raramente evidenti in ambienti pubblici.

## Tabella riassuntiva
| Legalità dell'attività omosessuale                                  | Yes                |
| Parità di età del consenso                                          | Yes                |
| Leggi anti-discriminazione nel mondo del lavoro                     |                    |
| Leggi anti-discriminazione nella fornitura di beni e servizi        |                    |
| Leggi anti-discriminazione contro espressioni di odio e di violenza |                    |
| Matrimonio tra persone dello stesso sesso                           | No                 |
| Riconoscimento delle coppie dello stesso sesso                      | No                 |
| Adozione da parte di coppie dello stesso sesso                      | No                 |
| Adozione congiunta                                                  | No                 |
| Permesso di servire apertamente come gay nelle forze armate         | Non ha un esercito |
| Diritto legale di cambiare genere sessuale                          |                    |
| L'accesso alla fecondazione in vitro per le lesbiche                | No                 |
| Maternità surrogata commerciale per le coppie maschili gay          | No                 |
| Permesso di donare il sangue                                        | No                 |